# Pleocoma shastensis
Pleocoma shastensis is een keversoort uit de familie Pleocomidae. De wetenschappelijke naam van de soort is voor het eerst geldig gepubliceerd in 1933 door Van Dyke.